# Isoform
Eine Isoform bezeichnet in der Biochemie Gene und ihre Proteine, die durch Genduplikationen entstanden und mit teilweise leichten Veränderungen mehrfach im Genom vorkommen oder Proteinvarianten, die durch alternatives Spleißen entstehen. Isoform beschreibt in der Chemie ein Molekül identischer Zusammensetzung, aber unterschiedlichen Aufbaus im Vergleich zu einem zweiten. Manche Isoenzyme sind Isoformen, wenn sie nicht nur die gleichen Funktionen, sondern auch eine ähnliche Sequenz (und genetische Verwandtschaft) aufweisen. Verwandte Gene und Pseudogene, die durch Genduplikation von einem gemeinsamen Gen-Vorfahren stammen, werden bisweilen als Isoformen bezeichnet. Der wissenschaftlich exakte Ausdruck für diese genomischen Isoformen ist Paralog.

## Eigenschaften
Nach einer Duplikation können durch Mutationen Veränderungen in beiden ursprünglich identischen Genen entstehen, die sich teilweise auch auf die Aminosäuresequenz des Proteins auswirken. Ebenso verändert sich die Sequenz eines Proteins bei einem alternativen Spleißen, beispielsweise bei einer Verkürzung des Proteins oder noch stärker bei einer Veränderung des Leserasters. Die Entdeckung von vielen Isoformen erklärt die relativ geringe Zahl der Gene, welche im Human Genome Project gefunden wurde: die Möglichkeit, viele unterschiedliche Genprodukte herzustellen, erweitert die Diversität des Genoms um ein Vielfaches. Gen-Isoformen können mittels RT-PCR, Screening von cDNA-Banken, Western-Blots und vielen weiteren Methoden untersucht werden.

## Beispiele
- Glucokinase (Leber; Pankreas)/Hexokinase (omnipräsent),
- Lactatdehydrogenasen vom Skelettmuskel (M-Typ) bzw. Herzmuskel (H-Typ); nur das H44-Enzym wird in Gegenwart von NAD+ und Pyruvat inhibiert.
- Kreatinkinasen besitzen zwei Untereinheiten. KKmm kommen spezifisch im Skelettmuskel vor, KKbb im Gehirn und KKmb im Herzmuskel. Ein erhöhter Spiegel der KKmb-Isoform im Blut deutet z. B. eindeutig auf einen Herzinfarkt hin.